# Andrew Michael Allen
Andrew Michael Allen, ameriški vojaški pilot, častnik, preizkusni pilot in astronavt, * 4. avgust 1955, Filadelfija, Pensilvanija.
Allen je sodeloval v treh vesoljskih poletih (STS-46 , STS-62 in STS-75)